# 如新
如新（英語：Nu Skin Enterprises）是一家總公司位於美國的多层式直销方式所組營的公司，產品包括了皮膚的保養品、營養食品以及提供相關科技服務。由羅百禮等五人於1984年創建，1996年在美國紐約股票交易所 （：NUS）正式掛牌上市。

## 歷史
- 1984年，如新集團創立，注册资本为5,000美元。[來源請求]
- 1996年，正式在美國紐約證券交易所上市，證券編號為“NUS”。[2]
- 1996年，「如新善的力量基金會」成立。[3]
- 1999年，併購專門研究高科技產品的Big Planet。[4]
- 2006年，贊助伊甸基金會150萬元開設Nu Café愛心商店，聘僱發展遲緩、身心障礙學員擔任服務人員，提供學習及自行謀生的機會，並將Nu Café營業所得全數捐贈伊甸，營業所得之5 %提撥為伊甸基金會庇護基金。[5]
- 2011年，併購美國生命基因科技公司（LifeGen Technologies）[6]。

## 爭議事件
- 1991年，在美国有多达6个州的司法机关对如新展开调查，理由是夸大销售利润、多层发展经销员、以及虚假宣传[7]。
- 1992年初，如新公司赔钱与5个州达成和解，避免了指控，同时采取以下的措施：包括修改宣传方式、向销售人员退还90%货款等。但康涅狄格州不愿意和解仍然提起公诉[7]。
- 1994年如新公司被美国联邦贸易委员会（FTC）调查，理由是夸大产品功效和经销商利润。如新公司支付了123万美元罚款，并承诺如实宣传销售人员实际收入[7]。
- 1997年，美国联邦贸易委员会FTC再次指控如新公司，理由是其对促进肌肉生长、减肥等产品进行不实宣传。如新再次向美国联邦贸易委员会交付150万美元罚款[7]。
- 1997年，宾夕法尼亚州指控如新公司通过一家名为QIQ的分支机构开展传销。如新公司将会员转移并且关闭了QIQ以了结此事[8]。
- 2007年7月16日，哈尔滨市南岗区工商局对如新公司黑龙江分公司立案调查，理由是如新公司涉嫌传销。经过调查认定：如新公司销售过程中的存在“团队计酬”等传销行为。违反了《禁止传销条例》第七条第三项。如新公司接受了442万元的罚款处罚，并被没收价值200多万的产品[9]。
- 2012年8月7日，香橼研究（Citron Research）发布做空报告，文中指称：如新公司在中国涉嫌传销 [10]。
- 2013年10月17日，香橼研究（Citron Research）再次发布调查报告，文中指称：如新公司在中国传销内幕揭露 [11]。
- 2014年1月15日至17日，人民日报连续发表文章批评如新公司在营销方式上存在违法嫌疑。[12][13][14]
- 2014年1月16日，Harwood Feffer LLP宣布调查如新集团[15]。
- 2014年1月17日，中国国家工商行政总局（SAIC）声明称，将对如新涉嫌在华传销展开调查[16]。
- 2014年1月25日Glancy Binkow & Goldberg LLP宣布将代表投资者对如新集团展开集体诉讼，理由是如新在中国涉嫌传销从而损害了投资者利益[17]。
- 2014年3月24日，国家工商总局公布了对如新的调查结论[18]。
- 2019年3月，据媒体报道，如新中国业务员林丽（化名）于3月2日去世。逝世前，林丽已感冒四五天，高烧数天，但她患病后并未去医院治疗，也未服用任何药物，只饮用如新的G3果汁（其官网显示的名称为“G3活能混合果汁饮料”），而如新的“直销老师”称喝果汁发烧是“身体在排毒”。据报道称，林丽2016年开始接触如新产品，之后从事如新产品的直销工作。由于对如新产品的沉迷，林丽经常把如新产品当饭吃，还让孩子服用。3月18日，如新中国公司就此事发表声明称，已成立专案小组采取调查措施，同时积极与家属沟通联系。但受害者家屬的代理律師張曉玲則表示不認可如新公司的聲明，已考慮報警[19][20]。
- 2022年2月中旬，如新一经销商在中国湖北省武汉市组织员工培训，导致多名学员及其家属感染2019冠状病毒病，引发聚集性疫情。如新公司回应称，培训是上海经销商违规私自举行的年会，并未上报总部获批[21]。

## 外部連結
- 官方网站